# 海っ子バス

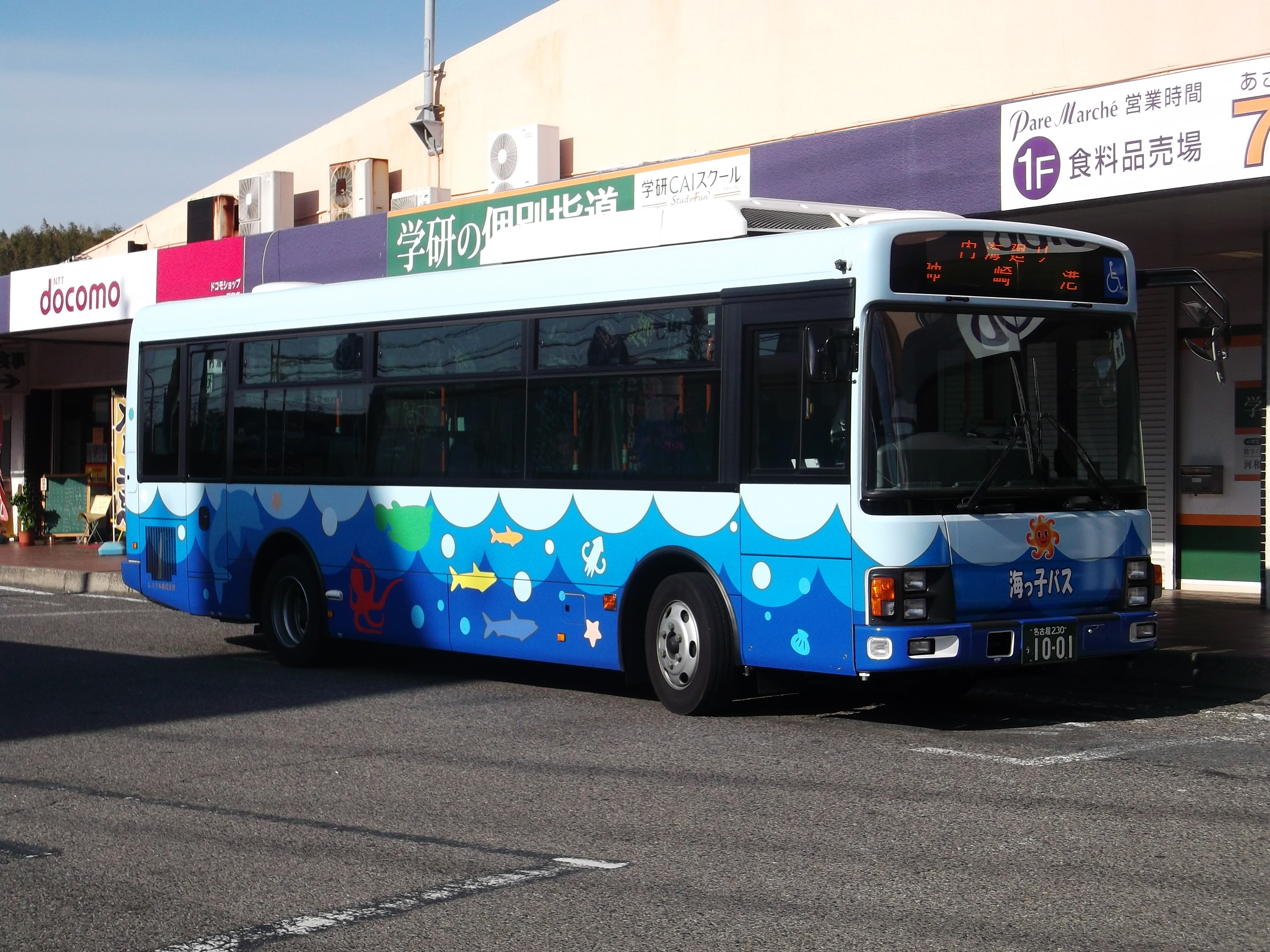
河和駅前

海っ子バス（うみっこバス）は愛知県知多郡南知多町が主体となって運行するコミュニティバス。運行はレスクルに委託している。

## 概要
2010年（平成22年）10月1日に廃止された知多バスの西海岸線および豊浜線を引き継ぐ形で、廃止日より新たに町営バスとして運行を開始。運行は知多バスに委託していた。
2013年（平成25年）10月1日に初のダイヤ改正が行われた。豊浜線は山田経由となり朝6時台の10分差の発車ではなくなって朝は3本に減便。朝の時間帯は師崎線のバスと1分差で発着するため、乗り継ぎが困難となった。また、豊浜線の内海高校前経由はなくなった。一方、夜の最終バスは20：34発から21：38発に変更され、利便性が向上した。西海岸線は朝と夜に増便され昼は1時間おきのダイヤとなった。また、入札の結果、運行委託先がレスクルに変更された。
2015年（平成27年）10月1日に路線およびダイヤを改定。前日で運行を終了し同日に廃止された知多バスの内海線（名鉄河和線 河和駅 - 内海高校前・名鉄知多新線 内海駅）が西海岸線に組み込まれ、昼間時間帯は河和駅から内海駅を経由して師崎港まで直通する系統となった。また、登校日のみ運行される河和駅から内海高校前までの短距離系統が新設された。
2023年（令和5年）10月1日に路線およびダイヤを改定。これまでの豊浜線、西海岸線、知多バス師崎線を統合して南知多・美浜環状線に変更。あわせて運賃を一乗車400円均一、一日乗車券を500円から600円にそれぞれ改定し、回数券・定期券も改定。

## 運賃（2023年9月30日まで）
南知多町と美浜町の2区間によるゾーン制運賃を採用していた。
- 町内のみ利用：大人160円、子供（小学生以下）80円
- 町外へ超える利用：大人300円、子供150円
- 一日乗車券：大人500円、子供250円
- 回数券・定期券あり。
- 一部バス停でコミュニティバス同士及び知多バスとの乗継制度があった。

## 運賃（2023年10月1日から）
均一運賃を採用している。
- 大人400円、子供（小学生以下）200円
- 一日乗車券：大人600円、子供300円
- 回数券・定期券あり。

## 沿革
- 2010年（平成22年）10月1日 - 運行開始。知多バスが運行。
- 2013年（平成25年）10月1日 - 時刻変更。レスクルに路線運行委託を移行。
- 2015年（平成27年）10月1日 - 時刻変更。
- 2023年（令和5年）10月1日 - 路線再編・運賃改定・時刻変更[3]。

## 路線（2023年9月30日まで）

### 豊浜線
- 朝夕運行：河和駅 - 中河和 - 山田（南知多病院前） - 南知多町役場前 - 豊浜 - 師崎港
- 昼間運行：河和駅 - 知多厚生病院 - 山田（南知多病院前） - 南知多町役場前 - 豊浜港・魚ひろば - 師崎港

### 西海岸線
- 朝夕運行：内海駅 - 山海 - 岩屋寺 - 豊浜 - 師崎港
- 登校日朝夕のみ運行：河和駅 - 内海高校前
- 昼間運行：河和駅 - 内海高校前 - 内海駅 - 山海 - 豊浜港・魚ひろば - 師崎港

## 路線（2023年10月1日から）

### 南知多・美浜環状線（右回り）
- 朝夕運行：師崎港 → 豊浜 → 南知多町役場前 → 山海 → 内海駅 → 内海高校前 → 河和駅 → 中河和 → 山田（南知多病院前）→ 大井 → 師崎港
- 昼間運行：師崎港 → 豊浜港・魚ひろば → 豊浜 → 南知多町役場前 → 山海 → 内海駅 → 内海高校前 → 河和駅 → 知多厚生病院 → 山田（南知多病院前）→ 大井 → 師崎港

### 南知多・美浜環状線（左回り）
- 朝夕運行：師崎港 → 大井 → 山田（南知多病院前） → 中河和 → 河和駅 → 内海高校前 → 内海駅 → 山海 → 南知多役場前 → 豊浜 → 師崎港
- 昼間運行：師崎港 → 大井 → 山田（南知多病院前） → 知多厚生病院前 → 河和駅 → 内海高校前 → 内海駅 → 山海 → 南知多役場前 → 豊浜 → 豊浜港・魚ひろば → 師崎港

## SKE48との関連

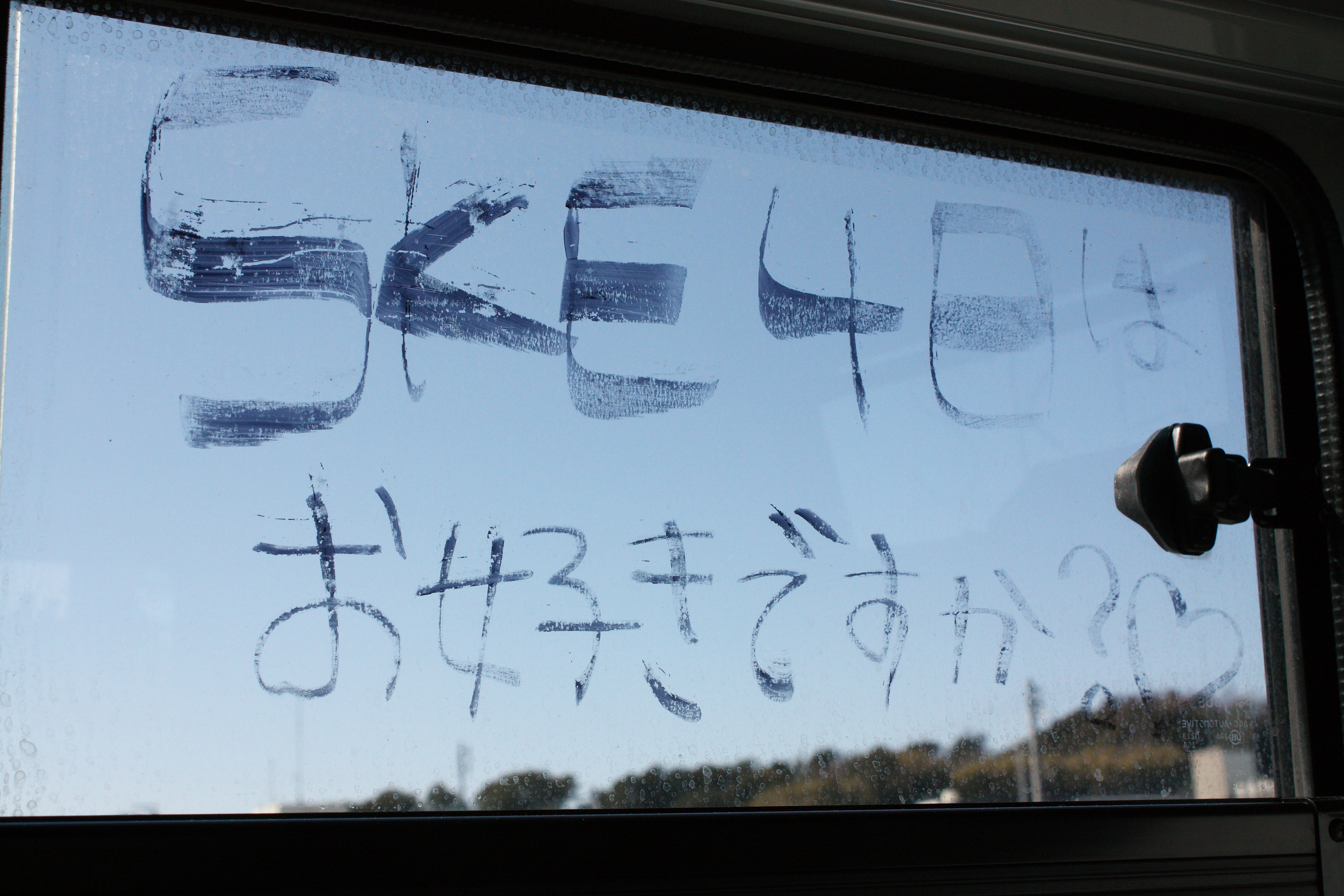
海っ子バス車内の窓ガラスに描かれたSKE48メンバーからのメッセージ

2013年7月4日、SKE48が「羽豆岬」の歌碑除幕のため師崎にやってきた際に、西海岸線のバスの窓ガラスにサインやメッセージが描かれた。このバスは毎日運行されている。